# Donald Dean
Donald Wesley Dean (Kansas City, Missouri, 21 juni 1937) is een Amerikaanse jazz-drummer.
Vanaf 1961 was hij een professionele muzikant in Los Angeles, waar hij speelde met bijvoorbeeld trompettist Kenny Dorham. In de jaren zestig werkte hij met onder meer Ray Crawford, Andrew Hill, Dexter Gordon, George Shearing, Harold Land, Ron Carter en Hampton Hawes. Van 1968 tot 1972 was hij lid van de band van Les McCann, waarmee hij ook op het Montreux Jazz Festival optrad. Tot het midden van de jaren zeventig werkte hij bij Jimmy Smith. Later speelde hij bij het octet van Horace Tapscott. In de jaren negentig had hij zelf een groep en in 1996 verscheen zijn eerste album als leider, begeleid door onder meer trombonist Thurman Green. Op het JazzFest Berlin in 1998 begeleidde hij Oscar Peterson Jr. en Pee Wee Ellis. In 1999 toerde hij met Luluk Purwanto, met wie hij eerder had opgenomen. Ook werkte hij met de pianist Phil Wright en gitarist Tomas Janzon.

## Discografie
- Diversity, MP3-download, Positone, 2006

- Bibsys: 13007736
- Biblioteca Nacional de España: XX5450854
- Bibliothèque nationale de France: cb13923317t (data)
- Gemeinsame Normdatei: 134586204
- International Standard Name Identifier: 0000 0000 5512 9830
- Library of Congress Control Number: n91048932
- MusicBrainz: ba3806e0-66fa-4580-9d2f-29b0c90a0ea7
- SNAC: w6sg6m2d
- Virtual International Authority File: 198373
- WorldCat: E39PBJyrVPMYTqCw3RBvPmj9jC